# موراي باتشيلور
موراي باتشيلور (بالإنجليزية: Murray Batchelor)‏ هو فيزيائي أسترالي، ولد في 27 أغسطس 1961 في تاري في أستراليا.